# Pete Bakundu
Pour les articles homonymes, voir Pete et Bakundu.
Pete Bakundu ou Pete est un village du Cameroun situé dans le département de la Meme et la Région du Sud-Ouest. Il fait partie de la commune de Mbonge.

## Population
On y a dénombré 219 personnes en 1953, puis 354 en 1967, pour la plupart des Bakundu, du groupe Oroko.
Lors du recensement national de 2005, la localité comptait 1 084 habitants.